# Jeffrey Perkins
Jeffrey Perkins é um sonoplasta estadunidense. Venceu o Oscar de melhor mixagem de som na edição de 1991 por Dances with Wolves, ao lado de Bill W. Benton, Gregory H. Watkins e Russell Williams II.